# Friedemann Benner
Friedemann Benner (* 1956 in Sigmaringen) ist ein deutscher Musiker, Komponist, Texter, Sänger sowie Sprecher, Synchronsprecher, Dialogbuchautor und Musikalischer Leiter für Filme, TV-Serien und Werbung. Er entstammt einer urschwäbischen, musikalischen Familie.

## Leben und Wirken
Als Musiker in Berlin
Benner zog es 1976 mit gerade mal 20 Lebensjahren in das „wilde“ Berlin, um dort sein Glück als Musiker zu suchen. Im Jahr 1977 gewann er alsbald mit der Beat-Pop Band Showdown den Nachwuchspreis des SFB (Sender Freies Berlin). Es folgten aufregende Jahre mit diversen Bands unterschiedlichster Stilrichtungen von Beat-Pop, Blues und Rock bis Jazzrock in zahlreichen Berliner Live-Clubs. Ab 1978 spielte Friedemann Benner als Keyboarder auch in der Berliner Band Southern Comfort und trat beispielsweise am 30. April 1980 mit dieser Band beim Maifest in der Berliner Deutschlandhalle vor rund 10.000 Besuchern auf. In das Jahr 1980 fielen auch zwei LP-Produktionen Join In und Just Friends Live (beide mit Southern Comfort). Vor allem durch wöchentliche Auftritte in den Jahren von 1979 bis 1998 beispielsweise in der "Eierschale", aber auch im "Jazzkeller am Breitenbachplatz" mit der Berliner Band Gulfstream, die sich an Crosby, Stills, Nash orientierten, erfuhren Benner und seine Mitmusiker viel Anerkennung in der Berliner Musikszene. Friedemann Benner war zunächst vorrangig als Keyboarder und Gitarrist gefragt, entwickelte sich im Laufe der Jahre immer mehr auch als Sänger und Frontmann.
Während einige Freunde und Musikerkollegen mit Ideal, Nena, Escalatorz oder Ulla Meinecke Erfolge feierten, widmete sich Friedemann Benner vorrangig der Arbeit als Komponist für Werbespots für namhafte Firmen und Produkte. SEL, Möbel Höffner, Schering Pharma, Philips, Shell, Sonycenter, VW, Eko Stahl, u. v. m. zählten zu seinen Auftraggebern. Immer wieder wurde er aber auch als Musiker angefragt, so z. B. 1985 als Studiosänger/Chorstimme für Alphaville auf dem Album “Big in Japan”, womit er auch am weltweiten Hit " Forever Young" beteiligt war.
Benner absolvierte als Sänger, Keyboarder und Gitarrist in den 40 Jahren seines Berlin-Aufenthalts einige Tausend Auftritte mit Bands unterschiedlicher Stilistik und Ausrichtung in den angesagten Live Clubs Berlins – so oftmals als wöchentlicher Stammmusiker in den Clubs.
16 Jahre mit Roland Kaiser – Keyboarder
Von 1998 bis 2014 tourte Friedemann Benner zudem als Stamm-Keyboarder mit Roland Kaiser durch alle großen Arenen Deutschlands – insgesamt kamen so über 170 Konzerte vor einem Millionenpublikum zusammen. In diese Zeit fielen mit Roland Kaiser auch zahllose TV-Shows (u. a. bei Carmen Nebel, Florian Silbereisen, 3× ZDF-Hitparade) und die zweimalige Mitwirkung beim ARD-"Tatort" und beispielsweise auch zwei Mal bei "Gute Zeiten, schlechte Zeiten". Als Studiomusiker war Benner unter anderem bei der sehr erfolgreichen CD "Seelenbahnen" und dem Hit "Warum hast Du nicht nein gesagt" von Roland Kaiser beteiligt.
Die Bands Friedemann Benner Quintett, Mr.FriZz und Acoustic Hippies
Mit seiner fünfköpfigen Band, dem „Friedemann Benner Quintett“ und den Bandmitgliedern Udo Weidemüller (git), H.D. Lorenz (bass), Axel Glen Müller (sax), und Ingolf Kurkowski umrahmte er von 2010 bis 2014 u. a. Veranstaltungen des Bundespräsidialamtes:
- 2008: Verleihung „Silbernes Lorbeerblatt“ an die Olympiasieger durch Bundespräsident Horst Köhler im Tempodrom, Berlin
- 2010: Verleihung „Silbernes Lorbeerblatt“ an die Fußball Nationalmannschaft, Verleihung des Bundesverdienstkreuzes an Jogi Löw durch Bundespräsident Christian Wulff im Schloß Bellevue, Berlin
- 2012: Verleihung „Silbernes Lorbeerblatt“ an die Olympiasieger durch Bundespräsident Joachim Gauck im Schloß Bellevue, Berlin[13]

Mit seiner international besetzten Show-Band „Mr.FriZz“ spielte er von 1999 bis 2014 auf hochwertigen Veranstaltungen wie u. v. a. dem „Rosenball“ der Bertelsmann Stiftung in Berlin, dem „Börsen und Banken Ball“ in der Alten Oper in Frankfurt, dem „Künstlerball“ in Paderborn, dem „Nationalfeiertagfest“ am Brandenburger Tor. Die Band Mitglieder neben Benner von Mr.FriZz: Todd Wagner (git), Deta Goy (bass), Corie Townsend (voc), Franziska Kuropka (voc), Annie Hilsberg (sax), Chris Lewis (keys).
Die Acoustic Hippies war ein weiteres Bandprojekt von Friedemann Benner, das insbesondere auf Solo- und Satzgesang mit akustischer Gitarren und Percussion setzt und in eigener Interpretation die großen Songs der Woodstock-Generation zu zelebrieren wusste. Die Besetzung der Acoustic Hippies neben Friedemann Benner (git, voc): Chris Franklin (git, voc), Ingo Kurkowski (perc), Deta Goy (git, voc).
Werbemusik und TV-Kompositionen
Ab 1986 produzierte und komponierte Friedemann Benner im eigenen „Showdown Musikproduktion Tonstudio“ am Kurfürstendamm zunächst Werbemusik für zahlreiche namhafte Firmen, später die Titelmusik bzw. Musik zu diversen TV-Serien, beispielsweise die 15-teilige VOX-Serie „Rund um das Rote Meer“ (1996) 26 Sat1-Folgen mit Reinhold Messer „Zwischen Himmel und Erde“ (1993) und fünf Doku-Reportagen von Reinhold Messner namens „Mit Reinhold Messner zu den Bergen der Welt“ (1993–1997). 1997/1998 komponierte Friedemann Benner auch für die achtteilige VOX-Dokureihe „Blaue Paradiese“.
In Folge dieser umfangreichen Kompositionsaufträge erlangte Friedemann Benner die ordentliche Mitgliedschaft in der GEMA.
Gesangssolist und Sprecher
Als Gesangssolist sang er diverse Titelsongs bei TV-Serien für Familien bzw. Kinder wie Jake und die Nimmerlandpiraten (Disney-Produktion, 2011 – 2016), Der Regenbogenfisch (1999) und Tiki Turtles Insel (2003). Als Sprecher war er z. B. bei der ZDF-History-Folge „Die Odyssee der Kinder“ und in diversen Werbespots u. a. von Euronics, Kinder Country/Ferrero, Lidl zu hören.
Filmproduktionen – Synchronsprecher, musikalischer Leiter und Liedtexter
Seine gesanglichen Fähigkeiten öffneten ihm parallel die Türen in die großen Tonstudios, wo er schließlich zum Synchron kam und sich auch hier zügig einen Namen machte. Bei zahlreichen großen Filmproduktionen ab Mitte der 1990er Jahre brachte er zunächst seine Gesangs- und Synchronstimme ein, später hatte er die Rolle des musikalischen Leiters inne. Über 60 im deutschsprachigen Raum erfolgreiche Filme, größtenteils in Hollywood produziert, tragen für die deutsche Synchronisation seine Handschrift im Musikbereich. Für die allermeisten dieser Filmproduktionen hat Friedemann Benner auch die deutschen Songtexte der jeweiligen Gesangsrollen geschrieben.
Für diese Blockbuster leitete er zahlreiche prominente Schauspieler, Sänger und Synchronsprecher durch ihre musikalischen Rollen: so beispielsweise Jürgen Vogel (Jagdfieber), Alexandra Neldel (Jagdfieber), Esther Schweins (Für immer Shrek, Shrek 2, Oh du Schreckliche, Shrek – der tollkühne Held), Sascha Hehn (Für immer Shrek, Shrek 2, Oh du Shreckliche, Shrek – der tollkühne Held), Benno Fürmann (Für immer Shrek, Shrek 2, Oh du Schreckliche, Shrek – der tollkühne Held), Giovanni Zarrella (Manolo und das Buch des Lebens), Roberto Blanco (Rio, Rio 2), Annett Louisan (Rio 2), Rick Kavanian (Madagarscar 1/ 2/ 3, Hotel Transsilvanien), Elyas M’Barek (Hotel Transsilvanien), Jan Josef Liefers (Madagarscar 1/ 2/ 3), Bastian Pastewka (Madagarscar 1/ 2/ 3, Jagdfieber 2), Christoph Maria Herbst (Horton hört ein Hu!), Anke Engelke (Horton hört ein Hu!), Hartmut Engler (Spirit – Der wilde Mustang), Thomas Heinze (Jagdfieber 2), Oliver Stritzel (Jagdfieber) Oliver Kalkhofe (Garfield 2), David Kross (Rio, Rio 2), Johanna Klum (Rio, Rio 2), Christian Brückner (Rio, Rio 2), Dietmar Wunder (Wie das Leben so spielt) Alexander Fehling (Hop - Osterhase oder Superstar?) Stefan Fredrich (Der Grinch & Der Ja-Sager), Thomas Fritsch (Das Geheimnis der Frösche, Herr Figo und das Geheimnis der Perlenfabrik), Michael Pan (Shrek – Der tollkühne Held), Angelika Milster (Shrek 2), Dagmar Koller (Shrek 2), Stefan Gossler (Madagarscar 1/ 2/ 3).
Friedemann Benner war als Sänger und später als Synchronsprecher in Kino- und TV-Produktionen beteiligt, so beispielsweise anfangs als Chorsänger in König der Löwen, Pocahontas, Aladin, Hook und einigen anderen Filmen, alsbald aber als Solist als „Pancho“ in Manolo und das Buch des Lebens, „Moto-Moto“ in Madagascar 2, „Esel“ in Shrek – Oh du Shrekliche, „Käpt’n Hook“ in Shrek der Dritte, „Geier“ in Ice Age 2, „Satan“ in South Park: Der Film, als das „Taube Nüsschen“ in SpongeBob der Film und anderen.
Rückkehr ins schwäbische Riedlingen
Mit der CD-Produktion „Liederliche Lieder“, die im Wesentlichen auf Texten von Jürgen Will basiert, verabschiedete sich Friedemann Benner 2016 vom großstädtischen Berlin in seine schwäbische Heimat, konkret ins beschauliche Riedlingen und widmete sich seither unter anderem dem mundartlichen Projekt „Großgosch“, welches in der Tradition der schwäbischen Bands wie Grachmusikoff, Schwoißfuaß oder Zieh und Zupfkapelle steht. Zudem arbeitet er als Komponist und Regisseur von regionalen Theaterproduktionen.
Zeitgleich verlieh Friedemann Benner beispielsweise 2021 aber auch der Kinder-Trickfilmfigur „Booba“ von Sony seine Gesangsstimme auf der Basis eines Avicii-Songs – über mehrere Videos in verschiedenen Ländern verteilt erreichte dieser Song über 55 Mio. Onlineaufrufe (Stand 1. Mai 2025).

## Synchronisation

### Kinofilme – Gesang & Stimme (eine Auswahl)
| Rolle                                | Film                                                 | Originalsprecher        |
| ------------------------------------ | ---------------------------------------------------- | ----------------------- |
| Moto Moto                            | Madagascar 2                                         | William James Adams Jr. |
| Lord Rothbart (Gesang)               | Die Schwanenprinzessin                               | Lex de Azevedo          |
| Taube Nüsschen (Rock)                | Der SpongeBob Schwammkopf Film                       | Jim Wise                |
| Huey Lewis "Daddy's kleines Mädchen" | Junior                                               | Huey Lewis              |
| Geier (Gesang: Ein glorreiches Mahl) | Ice Age 2 – Jetzt taut’s                             | Will Arnett             |
| Satan (Gesang)                       | South Park: Der Film – größer, länger, ungeschnitten | Trey Parker             |
| Esel (Gesang)                        | Shrek – der tollkühne Held                           | Eddie Murphy            |
| Esel (Gesang)                        | Shrek 2 – Der tollkühne Held kehrt zurück            | Eddie Murphy            |
| Käpt’n Hook                          | Shrek, der Dritte                                    | Ian McShane             |
| Molko                                | Banlieue 13 – Ultimatum                              | MC Jean Gab'1           |
| Petey                                | Der fantastische Mr. Fox                             | Jarvis Cocker           |
| Antonio Gomez                        | Die Fahne der Freiheit                               | Franco Ravera           |
| Obdachloser                          | Die Schlümpfe                                        | Victor Pagan            |
| Albert Stark (Gesang)                | A Million Ways to Die in the West                    | Seth MacFarlane         |
| Gino                                 | Missbrauch von Schwäche                              | Ronald Leclercq         |
| Pancho                               | Manolo und das Buch des Lebens                       | Cheech Marin            |
| Esel (Gesang)                        | Esels Weihnachtsshrektakel                           | Eddie Murphy            |
| Roddy " Sie ist 'ne Lady"            | Flutsch und Weg                                      |                         |
| Gonzo (Gesang)                       | Das größte Muppet Weihnachtsspektakel aller Zeiten   | Dave Goelz              |
| Chorstimme                           | König der Löwen                                      |                         |
| Chorstimme                           | Pocahontas                                           |                         |
| Chorstimme                           | Der Glöckner von Notre Dame                          |                         |
| Chorstimme                           | Der Grinch                                           |                         |
| Chorstimme                           | Hooligans                                            |                         |
| Chorstimme                           | Horton hört ein Hu!                                  |                         |

### TV-Serien – Gesangssolist & Sprecher
| Rolle     | TV-Serien                           | Originalsprecher   |
| --------- | ----------------------------------- | ------------------ |
| Titelsong | Der Zauberschulbus                  |                    |
| Titelsong | Der Regenbogenfisch                 | Saffron Henderson  |
| Titelsong | Willys große böse Wolf-Show         | Koen van Impe      |
| Titelsong | Tiki Turtels Insel                  |                    |
| Titelsong | Jake und die Nimmerlandpiraten      |                    |
| Sprecher  | ZDF History: Die Odyssee der Kinder | Friedemann Benner. |

### Hörspiele
| Rolle   | Hörspiel        |
| ------- | --------------- |
| Dracula | Herr der Nächte |
| Sago    | Die Giblinge    |

## Filmografie/Synchron

### Musikalischer Direktor und Liedtextautor (Auswahl)
| Erscheinungsjahr | Kinofilme                                    |
| ---------------- | -------------------------------------------- |
| 2000             | Der Grinch                                   |
| 2001             | Shrek – Der tollkühne Held                   |
| 2002             | Spirit – Der wilde Mustang                   |
| 2003             | Shrek 4-D                                    |
| 2003             | School of Rock                               |
| 2003             | Ein Kater macht Theater                      |
| 2003             | Das Geheimnis der Frösche                    |
| 2004             | Shrek 2 – Der tollkühne Held kehrt zurück    |
| 2004             | Garfield – Der Film                          |
| 2005             | Madagascar                                   |
| 2005             | Hooligans                                    |
| 2006             | Jagdfieber                                   |
| 2006             | Ice Age 2 – Jetzt taut's                     |
| 2006             | Herr Figo und das Geheimnis der Perlenfabrik |
| 2006             | Flutsch und Weg                              |
| 2007             | Shrek – Oh du Shrekliche                     |
| 2008             | Madagascar 2                                 |
| 2008             | Jagdfieber 2                                 |
| 2008             | Der Ja-Sager                                 |
| 2008             | Horton hört ein Hu!                          |
| 2009             | Der fantastische Mr. Fox                     |
| 2009             | Coraline                                     |
| 2010             | Für immer Shrek                              |
| 2011             | Die Schlümpfe                                |
| 2011             | Rio                                          |
| 2011             | Hop – Osterhase oder Superstar?              |
| 2011             | Rango                                        |
| 2012             | Madagascar 3: Flucht durch Europa            |
| 2012             | Hotel Transsilvanien                         |
| 2014             | Rio 2 – Dschungelfieber                      |
| 2014             | A Million Ways to Die in the West            |
| 2014             | Manolo und das Buch des Lebens               |
| 2018             | Der Grinch                                   |
|                  | TV-Serien                                    |
| 2011–2016        | Jake und die Nimmerland Piraten              |

## TV-Filmkomponist

### Titelmusik (eine Auswahl)
- 1993: Reinhold Messner: "Zwischen Himmel und Erde", ausgestrahlt im Sat1
- 1996: "Rund ums Rote Meer", ausgestrahlt auf VOX
- 1998: "Blaue Paradiese", ausgestrahlt auf VOX

### TV-Serien (eine Auswahl)
- 1993: "Zwischen Himmel und Erde", 26 Folgen ausgestrahlt im Sat1
- 1996: "Rund ums Rote Meer", 15 Folgen ausgestrahlt auf VOX
- 1997: "Blaue Paradiese", 8 Folgen ausgestrahlt auf VOX

### TV-Doku-Serie
Mit Reinhold Messner zu den Bergen der Welt
- 1993 ausgestrahlt auf VOX: "Abenteuer Altai – Kurdistan"
- 1994 ausgestrahlt auf VOX: "Abenteuer Nordpol-Expedition"
- 1995 ausgestrahlt auf VOX: "Abenteuer Ama – Dablam-Nepal"
- 1996 ausgestrahlt auf VOX: "Abenteuer Ruwenzori – Afrika"
- 1997 ausgestrahlt auf VOX: "Abenteuer Tibet"

## Alben

### Tonträger / Audio Veröffentlichungen
- 1980: Southern Comfort "Join In"
- 1980: Just Friends Live
- 1996: Blue Planet Waves
- 1997: Rund um das Rote Meer
- 2011: Das Gelbe Album („Taube Nüsschen“ – Track 10)
- 2014: Roland Kaiser "Seelenbahnen" als Studiomusiker
- 2016: Friedemann Benner "Liederliche Lieder"
- 2025: Großgosch " De Ällererschd" Interpret